# Classe Ammiraglio di Saint Bon
La classe Ammiraglio di Saint Bon est un groupe de deux cuirassés pré-dreadnought construits pour la Regia Marina dans les années 1890.
La classe comprenait deux navires : Ammiraglio di Saint Bon, le navire de tête, et Emanuele Filiberto. Ils étaient armés d'une batterie principale de quatre canons de 254 mm (10 pouces) et pouvaient atteindre une vitesse maximale de 18 nœuds (33 km/h). Plus petits et moins puissamment armés que la plupart des cuirassés contemporains, ils marquent un bref changement dans la conception des navires italiens, qui avaient auparavant mis l'accent sur les grands navires équipés de gros canons.
Les deux navires ont servi dans l'escadron de service actif au début de leur carrière et ont participé à la guerre italo-turque de 1911-1912. Ils ont pris part aux offensives italiennes en Afrique du Nord et sur l'île de Rhodes, mais n'ont pas combattu la flotte ottomane. Au début de la Première Guerre mondiale, ils n'étaient plus que des navires de défense portuaire et ils ont passé la guerre à Venise. Les navires ont été mis au rebut peu après la fin de la guerre, les deux ayant été radiés de la liste de la Marine en 1920.

## Conception
Les précédents navires italiens, les classes de cuirassés Re Umberto et Ruggiero di Lauria, ont marqué une période d'expérimentation de la part de Benedetto Brin, de l'amiral Simone di Pacoret Saint Bon et des stratèges de la marine italienne. Comme les planificateurs n'avaient pas déterminé quel type de cuirassé répondrait le mieux à leurs besoins stratégiques, le gouvernement est intervenu et a imposé un modèle de 10 160 tonnes (10 000 tonnes longues), une limite nettement inférieure à celle des classes précédentes. Après la mort de di Saint Bon, Brin reprend le processus de conception et propose un petit cuirassé armé de canons de 10 pouces (254 mm), une batterie principale plus faible que celles des modèles étrangers contemporains.
Les navires, beaucoup plus petits que leurs contemporains et plus lents que les croiseurs, n'étaient pas des navires de guerre particulièrement utiles. L'erreur de construire un cuirassé de seulement 10 000 tonnes ne fut pas répétée dans la classe Regina Margherita qui suivit, et qui eut beaucoup plus de succès.

## Caractéristiques générales et machinerie

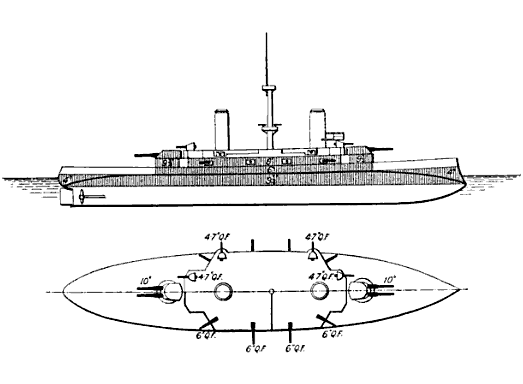
Plan et dessin de profil de la classe "Ammiraglio di Saint Bon".

Les navires de la classe Ammiraglio di Saint Bon mesuraient 105 mètres de long à la ligne de flottaison et 111,8 m de long hors tout (Lht). Ils avaient une largeur de 21,12 m et un tirant d'eau maximum de 7,69 m. Le Ammiraglio di Saint Bon déplaçait 10 082 tonnes longues (10 244 tonnes) à charge normale et 10 531 tonnes longues (10 700 tonnes) à pleine charge, tandis que le Emanuele Filiberto déplace respectivement 9 645 tonnes longues (9 800 t) et 9 940 tonnes longues (10 100 t).
Les navires avaient une proue inversée et un franc-bord relativement bas de seulement 3 m. Ils avaient une superstructure assez grande avec une tour de contrôle et un pont élevé à l'avant et un grand mât militaire équipé de toupies de combat placé au milieu du navire. A côté du mât, chaque navire transportait un certain nombre de petites embarcations. Le Ammiraglio di Saint Bon avait un équipage de 557 officiers et hommes de troupe, tandis que le Emanuele Filiberto avait un effectif légèrement plus important de 565 personnes.
Le système de propulsion des navires était constitué de deux moteurs à vapeur à triple expansion, qui entraînaient une paire d'hélices. La vapeur pour les moteurs était fournie par douze chaudières cylindriques à tubes de fumée alimentées au charbon, qui étaient dirigées vers une paire de cheminées très espacés. Les moteurs du Ammiraglio di Saint Bon avaient une puissance nominale de 14 296 chevaux-vapeur (10 661 kW), tandis que ceux du Emanuele Filiberto n'atteignaient que 13 552 chevaux-vapeur (10 106 kW). Le système de propulsion des navires permettait une vitesse de pointe de 18 nœuds (33 km/h) et une autonomie d'environ 3 400 à 5 500 milles nautiques (6 300 à 10 200 km) à 10 nœuds (19 km/h).

## Armement et blindage

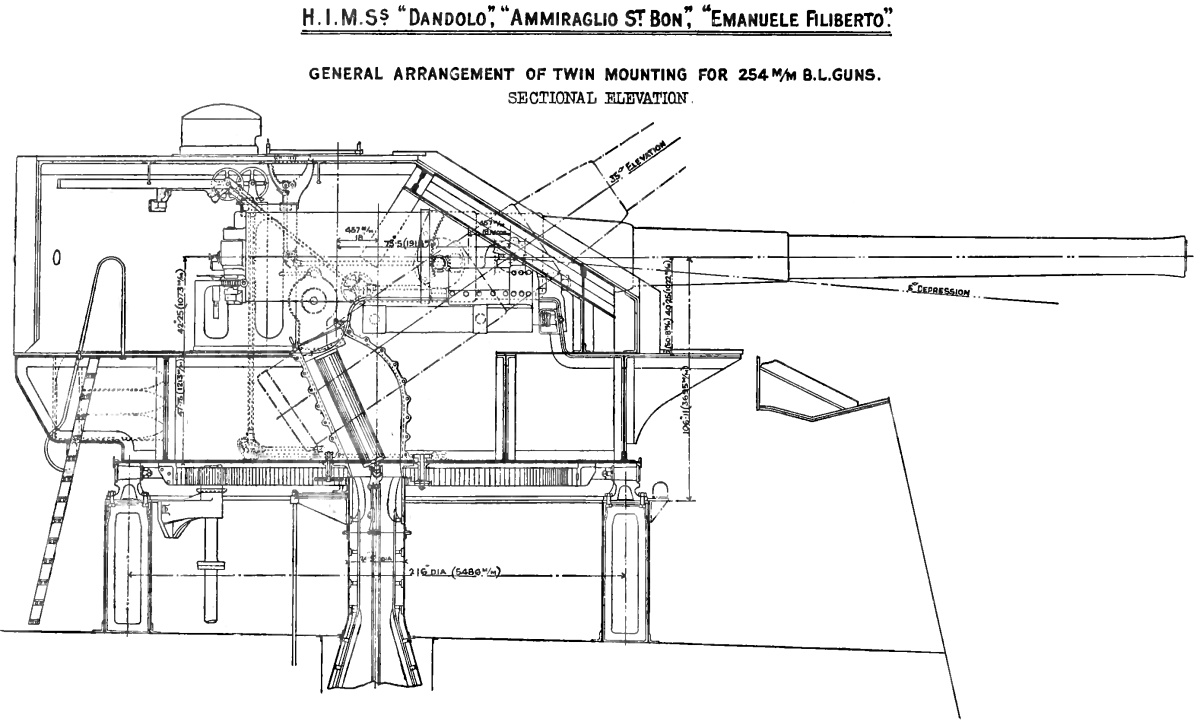
Diagramme d'élévation à droite de la tourelle du canon de 10 pouces de calibre 40 d'Elswick Ordnance.

Les navires étaient armés d'une batterie principale de quatre canons de 254 mm (10 pouces) de calibre 40 fabriqués par Armstrong Whitworth. Les canons étaient placés dans deux tourelles jumelées, une à l'avant et une à l'arrière. Les navires étaient également équipés d'une batterie secondaire de huit canons de 152 mm (6 in) de calibre 40 placés dans des casemates individuelles au milieu du navire. Ces canons étaient des dérivés d'exportation du canon britannique QF 6 pouces /40. Le Ammiraglio di Saint Bon était également équipé de huit canons de 120 mm (4,7 pouces) de calibre 40 dans des montages pivotants blindés directement au-dessus de la batterie de casemates, tandis que le Emanuele Filiberto portait six canons de 76 mm (3 pouces). La défense à courte portée contre les torpilleurs était assurée par une batterie de huit canons de 57 mm (2,2 pouces) et deux canons de 37 mm (1,5 pouces). Le Emanuele Filiberto était équipé de huit canons de 47 mm (1,9 pouces). Les deux navires portaient également quatre tubes lance-torpilles de 450 mm (17,7 pouces) dans des lanceurs montés sur le pont.
Les navires étaient protégés par de l'acier Harvey. La ceinture blindée avait une épaisseur de 249 mm, et le pont une épaisseur de 70 mm. Le poste de commandement était protégé par un blindage de 249 mm sur les côtés. Les canons de la batterie principale avaient également un blindage de 249 mm d'épaisseur sur les tourelles, et les casemates avaient une épaisseur de 150 mm.

## Unités
| Nom                     | Chantier                | Quille posée    | Lancement         | Achevé le     |
| ----------------------- | ----------------------- | --------------- | ----------------- | ------------- |
| Ammiraglio di Saint Bon | Venise                  | 18 juillet 1893 | 29 avril 1897     | 24 mai 1901   |
| Emanuele Filiberto      | Castellammare di Stabia | 5 octobre 1893  | 29 septembre 1897 | 16 avril 1902 |

## Service

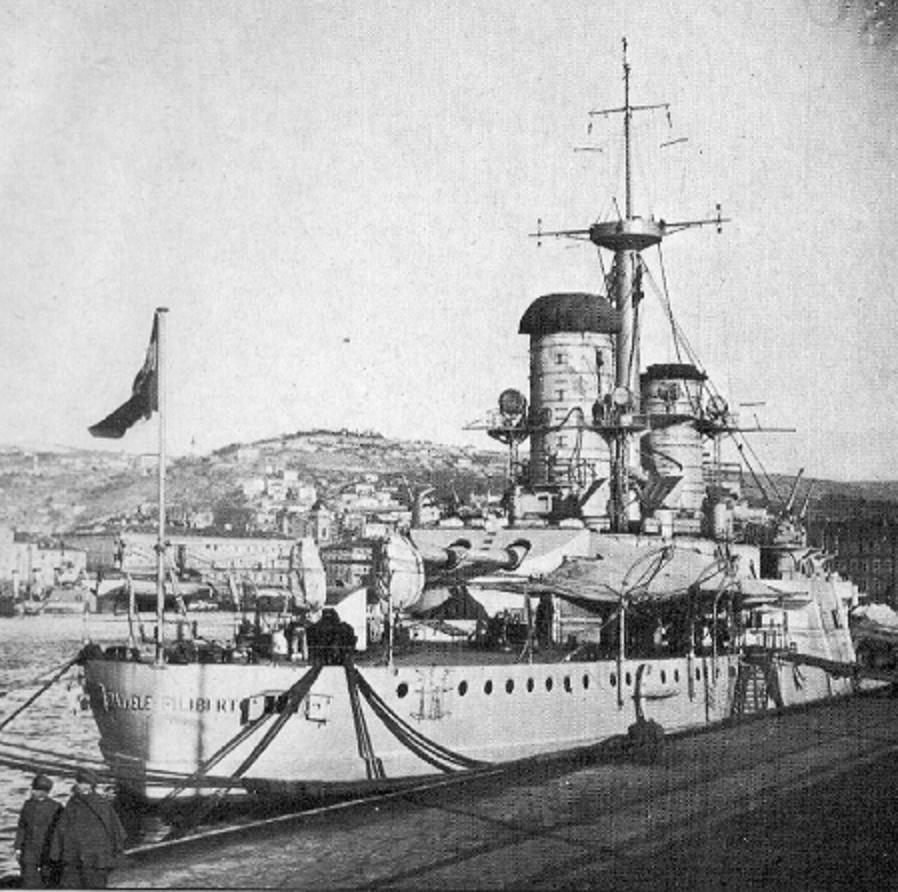
Le Emanuele Filiberto à Fiume à la fin de 1918, après la fin de la Première Guerre mondiale.

Le Ammiraglio di Saint Bon a été construit par l'Arsenal vénitien à Venise. Sa quille a été posée le 18 juillet 1893, et il a été lancé le 29 avril 1897 et achevé le 24 mai 1901, bien qu'il ait été mis en service le 1er février 1901. Le Emanuele Filiberto porte le nom du prince Emanuele Filiberto, duc d'Aoste. Il a été construit par le Regio Cantiere di Castellammare di Stabia (chantier naval royal de Castellammare di Stabia), à Naples. La pose de la quille a été faite le 5 octobre 1893, lancé le 29 septembre 1897 et achevé le 16 avril 1902, bien qu'il ait été mis en service le 6 septembre 1901. Les navires ont passé les premières années dans l'escadron de service actif jusqu'à ce qu'ils soient remplacés par les nouveaux cuirassés de la classe Regina Elena, qui sont entrés en service en 1908,.
Les deux navires participent à la guerre italo-turque en 1911-1912 dans la 3e division avec les deux cuirassés de classe Regina Margherita. Le Emanuele Filiberto participe à l'attaque de Tripoli en octobre 1911, bien que le Ammiraglio di Saint Bon n'ait pas vu d'action dans les premiers mois de la guerre. Les deux navires ont participé à la prise de l'île de Rhodes, où le Ammiraglio di Saint Bon a fourni des tirs d'appui aux soldats à terre.
Les deux navires devaient être mis au rebut en 1914-1915 en raison de leur âge, mais le déclenchement de la Première Guerre mondiale en août 1914 a empêché leur élimination. L'Italie est initialement restée neutre pendant la guerre, mais en 1915, elle a été convaincue par la Triple Entente d'entrer en guerre contre l'Allemagne et l'Autriche-Hongrie. Le Ammiraglio di Saint Bon et le Emanuele Filiberto ont tous deux été utilisés comme navires de défense du port de Venise pendant toute la durée de la guerre et n'y ont pas participé. Le Emanuele Filiberto a été rayé du registre naval le 29 mars 1920 et le Ammiraglio di Saint Bon a été rayé le 18 juin. Les deux navires ont ensuite été mis au rebut.